# بروذر للصناعة
بروذر للصناعة (باليابانية:株式会社 ラ ザ ー 工業 株式会社) هي شركة يابانية متعددة الجنسيات للإلكترونيات والمعدات الكهربائية ومقرها في ناغويا، اليابان. تشمل منتجاتها الطابعات، الطابعات متعددة الوظائف، أجهزة الكمبيوتر المكتبية، آلات الخياطة الصناعية، أدوات الآلات الكبيرة، طابعات الملصقات، الآلات الكاتبة ، أجهزة فاكس، والإلكترونيات الأخرى المرتبطة بالكمبيوتر. توزع بروذر منتجاتها تحت علامتها التجارية الخاصة وتحت اتفاقيات صانع المعدات الأصلية (OEM) مع شركات أخرى.

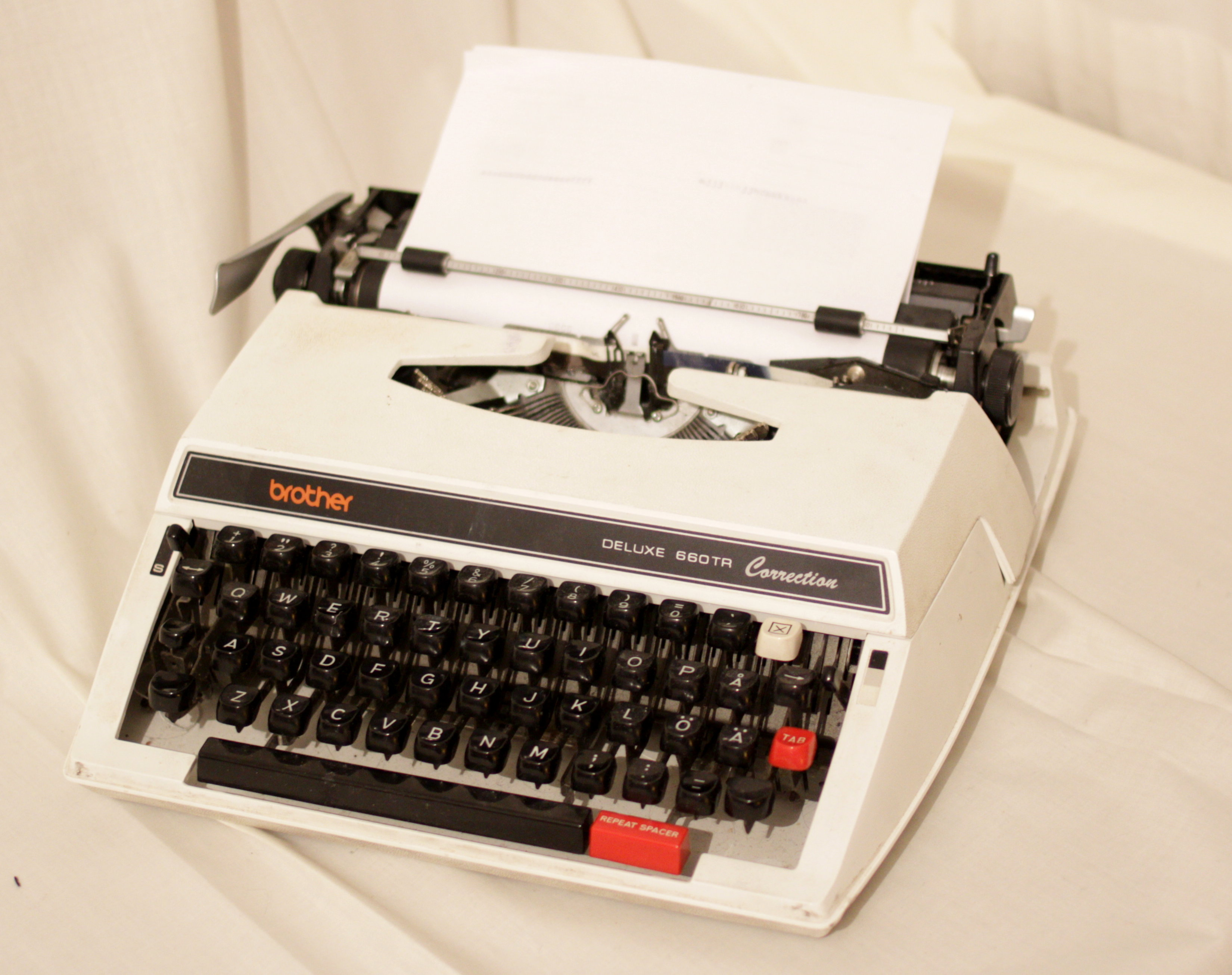
Deluxe 660TR آلة كتابة الكترونية

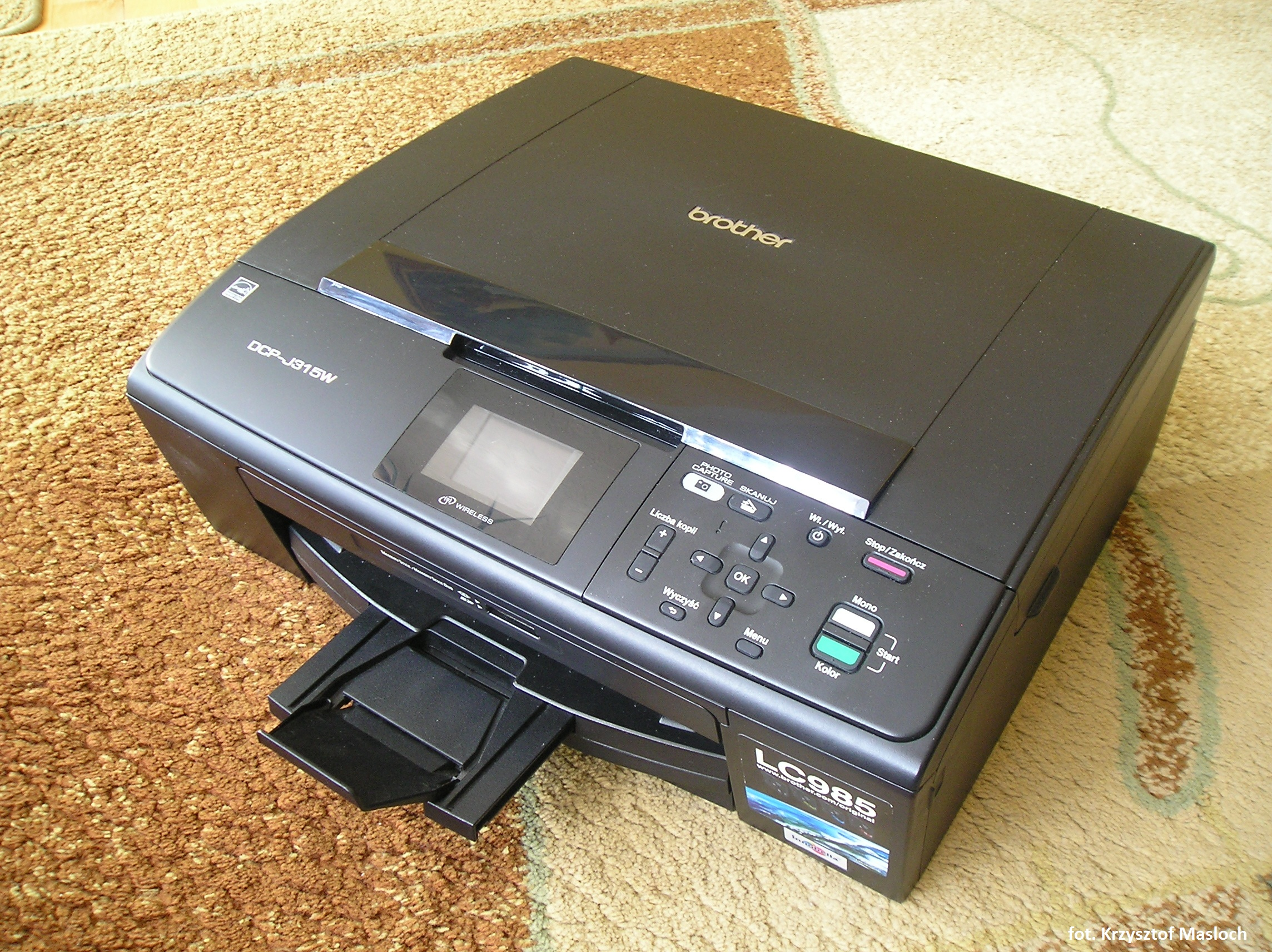
Brother DCP-J315W طابعة متعددة الوظائف